# Sopmaingeap
Pour plus de détails, voir Fiche technique et Distribution.
Sopmaingeap (thai : ศพไม่เงียบ ; Mindfulness and Murder en anglais) est un film policier thaïlandais réalisé par Tom Waller, sorti en 2011.
Le scénario du film vient du livre Meurtre et Méditation de Nick Wilgus,.

## Synopsis
Au wat Mahanat, un temple bouddhiste de Bangkok, la vie est calme: prières, méditations et tournées d'aumônes.
Mais un matin, on découvre un corps sans vie, affreusement mutilé, une carotte dans la bouche.
L'inspecteur Somchai, faute de moyens, ne peut sérieusement enquêter sur ce meurtre d'un gamin des rues.
Luang Pho (bonze âgé) Ananda, un ancien policier, est alors chargé de mener l'enquête avec son compagnon novice le petit orphelin Jak...

## Fiche technique
- Titre : Sopmaingeap
- Titre original : ศพไม่เงียบ
- Titre anglais : Mindfulness and Murder
- Réalisation : Tom Waller[6]
- Scénario : Vithaya Pansringarm, Tom Waller et Nick Wilgus d'après son roman Meurtre et Méditation
- Pays :  Thaïlande
- Genre : Policier et thriller
- Durée : 90 minutes
- Date de sortie : 2011

## Distribution
- Vithaya Pansringarm : Luang Pho (bonze âgé) Ananda[7]
- Pakapong Sangkasi : Le novice Jak, compagnon de Luang Pho Ananda
- Apichart Chusakul (อภิชาติ  ชูสกุล)  : L'inspecteur Somchai
- Prinya Intachai : Satchapato
- Sithao Petcharoen : Le supérieur, bonze chef du wat[8]
- Kitsada Hongsakrai : bonze Suchinno
- Sunon Wachirawarakarm : bonze Kittisaro
- Chaiwat Sadindum : bonze Khantiphalo
- Wannasak Sirilar : bonze[9]
- Kiat Pupiputt : Superintendant Pricha
- Porntip Papanai : la sœur de Pricha
- Charina Sirisinha : Jenjira[10]

## Distinctions
Sopmaingeap a été projeté en 2011 à l'International Crime and Punishment Festival d'Istanbul et à L.A.'s Newest International Asian Film Festival de Los Angeles et au Far East Film Festival de Udine.